# Jungdeutscher Orden

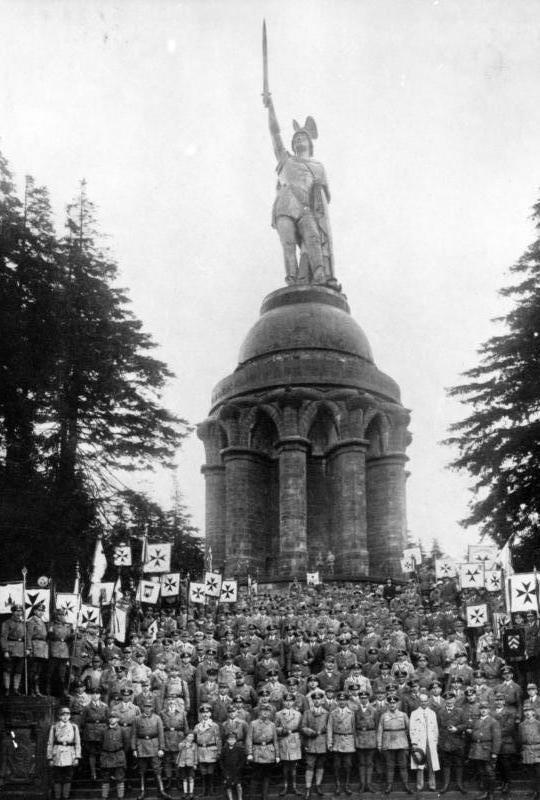
Reunión de la Orden en Hermannsdenkmal, 9 de agosto de 1925.

La Orden del Joven Alemán (en alemán: Jungdeutscher Orden, a menudo abreviada como Jungdo) fue una gran organización paramilitar en la República de Weimar. Su nombre y símbolo fueron inspirados por la Orden Teutónica (Deutscher Orden).
El grupo pseudo-caballeresco estaba involucrado en la política nacionalista alemana. Su organización juvenil se llamaba Jungdeutsche Jugend (Juventudes del Joven Alemán). El brazo político de Jungdo, la Volksnationale Reichsvereinigung (Asociación Nacional Popular del Reich) se fusionó con el Partido Democrático Alemán y partes del Servicio Social Cristiano Popular en 1930 para convertirse en el Partido del Estado Alemán.
El grupo fue fundado por Artur Mahraun en mayo de 1920 en Kassel. La organización trató de revivir los ideales del movimiento juvenil Wandervogel antes de la guerra. Muy pronto llegó a 70.000 miembros, fue prohibido temporalmente a principios de 1921 y, siendo temporalmente el más grande de los muchos grupos paramilitares en la década de 1920, se expandió a casi 300.000 miembros. En 1933 fue prohibido por los gobernantes nazis.